# Кошелі
Кошелі (Кошеле, пол. Koszele) — село в Польщі, у гміні Орля Більського повіту Підляського воєводства. Населення — 239 осіб (2011).

## Історія
Вперше згадується 1495 року. У 1507 році село потрапило у власність писаря троцького воєводи Яська Івановича. У 1510 році Ясько Іванович поміняв село з Богушом Боговітиновичем. У 1577 році входило до складу Орлянської маєтності. Обіймало 31 волку землі, у селі діяло 2 корчми.
У 1975—1998 роках село належало до Білостоцького воєводства.

## Демографія
Демографічна структура станом на 31 березня 2011 року:
|          | Загалом | Допрацездатний вік | Працездатний вік | Постпрацездатний вік |
| -------- | ------- | ------------------ | ---------------- | -------------------- |
| Чоловіки | 117     | 15                 | 71               | 31                   |
| Жінки    | 122     | 13                 | 41               | 68                   |
| Разом    | 239     | 28                 | 112              | 99                   |